# Manoir de la Sainte-Yverie
Le manoir de la Sainte-Yverie ou manoir de la Saint-Yverie,  est une demeure, du XVIe siècle, qui se dresse dans la commune de Tamerville dans le département de la Manche, en région Normandie.
Le manoir fait l’objet d’une inscription partielle au titre des monuments historiques par arrêté du 30 décembre 1986. Seules la moitié orientale du manoir, y compris la tour d'escalier hors-œuvre sont protégées.

## Localisation
Le manoir est situé à 2,8 kilomètres au nord de l'église Notre-Dame-de-l'Assomption de Tamerville, dans le département français de la Manche.